# Гончарова, Марина Сергеевна
Марина Сергеевна Гончарова (бел. Марына Сяргееўна Ганчарова, родилась 27 февраля 1990 года в Минске) — белорусская гимнастка (художественная гимнастика), серебряная призёрка летних Олимпийских игр 2012 года в групповом многоборье, чемпионка мира 2013 года в групповом многоборье. Заслуженный мастер спорта Республики Беларусь (2012).

## Биография

### Ранние годы
Отец — мастер спорта по подводному плаванию. Мать — врач-генетик, сотрудник РНПЦ «Мать и дитя». В детстве Марина хотела заниматься синхронным плаванием и даже ходила в минский бассейн в спорткомплексе на улице Калиновского, однако не прошла в группу, поскольку у неё были широкие плечи. Увлекалась игрой на фортепиано и гитаре (получила на день рождения от крёстной гитару), также некоторое время пыталась заниматься фигурным катанием.
Художественной гимнастикой стала увлекаться во втором или третьем классе, однако в какой-то момент её карьера и здоровье оказались под угрозой. Из-за межпозвонковых грыж, которые начались примерно в возрасте 10 лет, у девочки начались проблемы с позвоночником, и врачи предупреждали, что в случае зажатия нерва возможен был паралич нижних конечностей. Однако Марина не хотела отказываться от своей мечты: только благодаря помощи спортивного врача Валерия Белана она сумела продолжить карьеру, начав делать специальные упражнения для спины.

### Профессиональная карьера
В возрасте 13 лет Марина попала в молодёжную сборную Беларуси, причём для девушки была смягчена нагрузка на тренировках. Своими идеалами в гимнастике она считала Ирину Чащину и Юлию Раскину, причём родители записывали на видео выступления Юлии на чемпионатах мира, а Марина после тренировок смотрела видео и пыталась повторять все движения Раскиной; позже Марина стала следить за выступлениями Любови Черкашиной. В 2010 году Марина завоевала первые награды: на чемпионате Европы в Бремене она стала серебряным призёром в упражнении с 5 обручами, а также бронзовым призёром в групповом многоборье и в упражнении с 3 лентами и 2 обручами. На чемпионате мира в Москве она стала серебряным призёром в групповом многоборье и бронзовым призёром в упражнении с 3 лентами и 2 скакалками.
В 2012 году Марина в составе белорусской олимпийской сборной завоевала серебряную медаль на Олимпиаде в Лондоне в групповом многоборье. В том же году на чемпионате Европы в Нижнем Новгороде стала чемпионкой в упражнении с 3 лентами и 2 обручами, а также серебряной призёркой в групповом многоборье. После Олимпиады она объявила о завершении карьеры, однако тренер сборной Татьяна Ненашева уговорила Марину вернуться в сборную: из команды прежнего созыва карьеру продолжала только Александра Наркевич. Возвращение Марины помогло белорускам через год в Киеве стать чемпионками мира в групповом многоборье.

### После карьеры спортсменки
После завершения карьеры спортсменки Марина сначала открыла собственную детскую школу художественной гимнастики с модельным уклоном, но позже проект был закрыт из-за отсутствия интереса со стороны самой основательницы. Она планировала стать ведущей спортивных новостей на телеканале ОНТ, пройдя обучение на телеведущего в течение двух с половиной месяцев за счёт канала, однако в итоге её так и не пригласили в штаб канала: по её словам, предложение «само по себе завяло». Позже некоторое время она участвовала в записи утренних выпусков передач на телеканале СТВ, пока ему не урезали финансирование.
Марина провела несколько детских танцевальных конкурсов, в том числе юбилейный Baby Cup, прежде чем решила заняться тренерской карьерой. Она начала работу в качестве тренера юниорской сборной под руководством Ирины Лагуновой. Позже она вошла в тренерский штаб Ирины Лепарской, руководившей молодёжной сборной Беларуси, а также сдала экзамен на международную судейскую категорию.

## Выступления на Олимпиадах
| Год  | Турнир    | Место  | Музыка                                                                                      | Дисциплина         | Место в финале | Баллы в финале | Место в отборе | Баллы в отборе |
| ---- | --------- | ------ | ------------------------------------------------------------------------------------------- | ------------------ | -------------- | -------------- | -------------- | -------------- |
| 2012 | Олимпиада | Лондон |                                                                                             | Многоборье         | 2-е            | 55.500         | 3-е            | 54.750         |
| 2012 | Олимпиада | Лондон | Allegro Non Molto (Зима), автор — Антонио Вивальди                                          | 5 мячей            | 4-е            | 27.825         | 3-е            | 27.900         |
| 2012 | Олимпиада | Лондон | 24 каприса Паганини, Op. 1: Каприс No. 24, A Minor, Op. 1, No. 24, исполнитель — Илья Калер | 3 ленты + 2 обруча | 2-е            | 27.675         | 6-е            | 26.850         |